# Françoise Adnet
Françoise Adnet (París, 30 de junio de 1924 – París, 9 de marzo de 2014) fue una pintora figurativa francesa.
Aunque inicialmente fue una reconocida pianista, gradualmente inclinó su profesión hacia la pintura en 1951. Sus creaciones, que abarcan más de 50 años, fueron exhibidas en multitud de museos y colecciones privadas.  

## Biografía
Adnet nació en el barrio de Montmartre, fruto de la pareja entre Jacques y Luce Adnet. Su padre, Jacques Adnet, era un reconocido decorador y diseñador. Comenzó a tocar el piano a los cuatro años, aunque también descubrió su afición a la pintura a los cinco. Adnet acudió a clases de música con profesores como Marguerite Long y Alfred Cortot y posteriormente estudió en el Conservatorio de París bajo la tutela de Marcel Ciampi. Su madre alentó a Adnet a continuar con el piano, especialmente durante los viajes anuales de la familia a Vezelay. El padre de Adnet dijo que ella no conocía el significado de la expresión "No hacer nada". Dio su primer recital de piano a los 12 años. A lo largo de sus años, Adnet se convirtió en una concertista de piano de renombre internacional. De 1946 a 1951, Adnet viajó a Europa para actuar a Alemania. En 1948 el gobierno francés le pidió que se uniera a una gira cultural para entretener a las tropas de ocupación presentes en la ciudad. Adnet fue conocida por su versatilitad en piezas de Chopin, Bach, Beethoven, Debussy, Schubert, y Mozart.
A pesar de su carrera exitosa como pianista, Adnet decidió dar un giro a su vida y dedicarse a la pintura. En 1951 abandonó por completo su carrea como músico. Adnet fue autodidacta y durante sus 70 años de carrera pudo producir más de 3500 obras. También por esa época, Adnet conoció a su futuro esposo, Max Fourny, que era editor de arte. Fourny era 20 años mayor, por lo que los padres de Adnet no perdonaron el matrimonio. Sin embargo, los dos se casaron el 8 de octubre de 1951.
Fue conocida por su talento en el dibujo y la pintura, y en 1981 recibió el premio Primer Premio Eural de dibujo en Bruselas. Estuvo fuertemente influenciada por artistas como Bernard Buffet, Jean Jansem o su amigo Francis Gruber. Ha sido identificada por sus ìezas figurativas - opuesta a abstracción - y fue parte del movimiento "misérabiliste", que incluía a Buffet, Jansem y Michel de Gallard, entre otros.

## Art
El estilo de Adnet se conoce como arte figurativo de posguerra. Los temas comunes de sus pinturas eran los animales, las flores y los paisajes de París. Adnet solía traer objetos de sus extensos viajes que encontraba lo suficientemente interesantes como para pintar. Tenía un taller donde pintaba durante horas todos los días. Adnet describió su proceso artístico como "un largo ejercicio de observación, paciencia, composición, implementación y armonización". La obra le recordó sus esfuerzos por perfeccionar sus habilidades en el piano, y a menudo incorporó las mismas técnicas, indicando que su obra de arte tenía "armonía, rigor, consonancias y disonancias". La mayoría de sus obras eran pinturas al óleo, aunque unas pocas de ellas eran dibujos. También es conocida por sus desnudos y naturalezas muertas.
De su pintura, Adnet también fue hábil con los retratos, la mayoría de los cuales eran de mujeres. Adnet dijo una vez: "Cada retrato es mi autorretrato ... Me proyecto en cada personaje que pinto". Sus personajes solían ser oscuros, melancólicos o angustiados. Incluso en sus desnudos, Adnet no pretendía mostrar la belleza de la desnudez, sino mostrar la tragedia en sus figuras pintadas.

## Premios y galardones
- Gran Premio de la Bienal de Brujas
- Medalla de Plata de la Ciudad de París
- Premio Gemmail de Arte Sacro
- Primer Premio Eural de dibujo
- Premio a la Pintura Contemporánea Europea
- Gran Premio de Pintura de los Artistas Franceses
- Premio Award, Fundación Taylor, París